# Lunar Society
Lunar Society (do 1775 – Lunar Circle) – koło dyskusyjne istniejące w Birmingham od 1765 do 1813. Jego członkowie spotykali się przy pełni księżyca, by dyskutować rozmaite kwestie filozoficzne, niekiedy również przeprowadzali eksperymenty naukowe. Jego członkami były wybitne postaci świata ówczesnej nauki angielskiej: Matthew Boulton, Erasmus Darwin, James Watt, Joseph Priestley, Samuel Galton Junior, James Keir, Josiah Wedgwood, John Whitehurst oraz William Withering. 
Spotkania odbywały się w domu Boultona - Soho House, u Darwina w Lichfield oraz w Great Barr Hall (mieszkał tam Samuel Galton). Poza osobami wymienionymi wyżej było jeszcze wielu korespondentów oraz okazjonalnych gości takich jak: Sir Richard Arkwright, John Baskerville, Thomas Beddoes, Thomas Day, Richard Lovell Edgeworth, Benjamin Franklin, Thomas Jefferson, Anna Seward, William Small, John Smeaton, Thomas Wedgwood, John Wilkinson, Joseph Wright, James Wyatt, Samuel Wyatt, a także członek parlamentu John Levett.
Erasmus Darwin określił te spotkania jako „a little philosophical laughing”. Dawały one członkom możliwość wymieniania opinii i dzielenia się swymi nowatorskimi pomysłami.
Ku ich pamięci powstało osiem pomników z piaskowca zwanych Moonstones.